# Localités détruites par les flots aux Pays-Bas

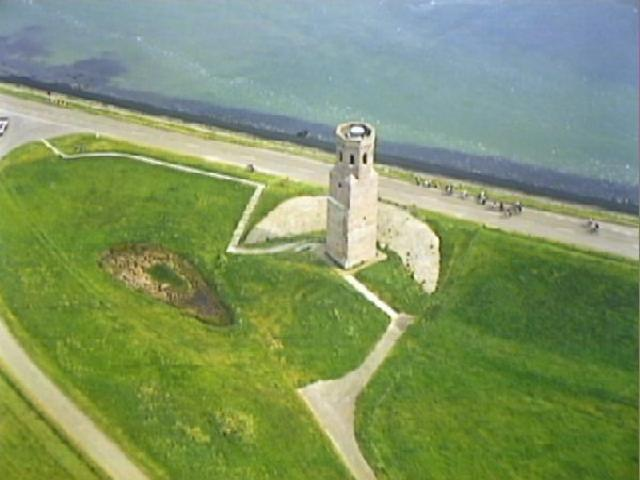
La Plompe toren, tout ce qui reste du village de Koudekerke et plus particulièrement de l'église de celui-ci

Cette liste des localités détruites par les flots aux Pays-Bas est une adaptation de la liste originale en néerlandais, avec apport d'autres sources.
Oud- veut dire « Vieux ». Si vous ne trouvez pas un village chercher sous Oud-.

## Localités perdues deZélandeet de l'Ouest duBrabant
| Nom                                                        | Description |
| ---------------------------------------------------------- | --- |
| Aandijke (aussi Aendike)                                   | Village de la Flandre zélandaise. Sur l'ancienne île de Zaamslag. |
| Assenburg                                                  | Petit village de l'ancienne île Borssele. inondé en 1530 et en 1532. |
| Avenkerke (aussi Brielle)                                  | Un des quatre villages de l'île de Wulpen qui était au large de la Flandre néerlandaise. L'île a sombré vers 1570, les derniers vestiges au XVIIe siècle |
| Baarzande                                                  | Au nord de l'ancienne île Cadzand. disparu vers 1500. |
| Bakendorp (aussi Badickedorp)                              | Village au sud de Baarland détruit lors de l'Inondation de la Saint-Félix en 1530. |
| Beoostenblije                                              | Hameau près de Axel, les habitants ont fui le village après la conquête de Maurice de Nassau et ne revinrent jamais. |
| Borrendamme                                                | Village au sud de Zierikzee, les tempêtes de 1530 et 1532 ont presque détruit le village, les ruines seront ensuite utilisées pour consolider les digues de Schouwen-Duiveland, des restes de l'église sont restés visibles jusqu'en 1822. |
| Boterzande                                                 | Village de la Flandre néerlandaise, disparu le 3 octobre 1375 dans l'Escaut oriental. |
| Capelle                                                    | Capelle près de Zierikzee, peut-être le village noyé le plus récemment, en 1953. |
| Coxyde (aussi Beniardskerke, Bingaerstkerke, Bengerskerke) | Village près de Oostburg. Il appartenait à l'abbaye de St. Baaf à Gand. Il souffrait des inondations à répétition. En 1583 le Maurice de Nassau fit inonder les environs de L'Écluse pour bloquer l'avance des Espagnols commandés par Parma. Les digues furent rompues. Le courant s'y engouffra et Coxyde fut emporté dans les flots. |
| De Piet (aussi Mude, Muiden)                               | À l'ouest de l'ancienne île Wolphaartsdijk ce village a été détruit en 1377. |
| Elmare                                                     | Ancien village de la Flandre néerlandaise, à la frontière avec la Belgique, village perdu en 1375 |
| Emersweert                                                 | pas d’information |
| Everswaard (aussi Eversweerde)                             | Au nord de Reimerswaal, disparu dans l'inondation de la Saint-Félix en 1530. |
| Ganuenta                                                   | Habitations romaines près de Colijnsplaat. |
| Gaternesse (aussi Gathernesse, Gaternisse)                 | Village au nord de Ysendyck, disparu au XVe siècle, des restes ont pu être visibles en 1660. |
| Hannekenswerve                                             | Village qui se trouvait entre L'Écluse et Aardenburg dans la Flandre néerlandaise, inondé lors de l'inondation de la Sainte-Élisabeth en 1421, inondé en 1477. Lors de la guerre de Quatre-Vingts Ans en 1583 les habitants de L'Écluse ont rompu les digues. Maintenant à peu près à cet endroit se trouve Draaibrug. |
| Roeselare                                                  | Petite ville près de Aardenburg. Perdue lors de l'inondation de la Sainte-Élisabeth en 1404. |
| Hinkelenoord                                               | Village au nord-ouest de Woensdrecht. Perdu en 1552 |
| Hugevlet                                                   | Ville au nord de Biervliet en Flandre néerlandaise. On sait que des habitations existaient en 1174. Lodewijk van Male, comte des Flandres donna les droits de la ville au XIIIe siècle. La ville avait son marché sur port sur l'Escaut. En 1375 et 1376 l'Escaut fit une première attaque et lors de l'inondation de la Sainte-Élisabeth en 1404 la ville disparut dans les flots. |
| Kadzand                                                    | Une île et des habitations dans l'estuaire de l'Escaut occidental, il fut inondé en 1375. Kadzand fut ensuite rattaché à la Flandre néerlandaise par des digues, mais disparut plus tard. |
| Kalfsteert                                                 | Hameau près de Perkpolder. Au XVIe siècle un ferry allait de Kalfsteert à Waarde. Le Nieuhoespolder où se trouvait Kalfsteert, a été englouti dans l'Escaut occidental en 1591. |
| Koezand                                                    | Une île dans l'estuaire de l'Escaut occidental. Au printemps 1344 des constructeurs de digues sont arrivés sur les terrains plats de Koezand. Les digues ont été réalisées par 4 investisseurs privés. L'un d'eux était un officiel de Bruges. La hauteur de la digue était de 3 mètres, la largeur au sommet de 2 mètres. Ce serait la première fois qu'un document écrit donne des mesures. L'organisation du polder était régulée en détail. Pendant la première année il y avait 28 propriétaires sur Koezand, le chiffre ne progressa pas. Des inondations se produisirent et beaucoup de terrain fut perdu. Les propriétaires avaient de plus en plus de mal à payer l'entretien des digues. Un bras de mer appelé le Hedensee sépara l'île en deux Koezand et Wulpen. Des digues ont été construites pour les relier. Mais Koezand a disparu dans l'inondation de la Toussaint en 1570. |
| Mare                                                       | Village au nord-ouest de Rilland. Il se situait approximativement sur l'emplacement de Stationsbuurt. Le village date du XIIIe siècle, le nom apparaît vers 1280. Le village est englouti lors de l'Inondation de la Saint-Félix en 1530. |
| Michielsdorp                                               | pas d’information |
| Moggershil                                                 | hameau sur une petite île à l’ouest de Tholen, perdu en 1570. |
| Monster                                                    | Village de l'ancienne île Borssele, son nom vient de monastère, disparu en 1530 et 1532. L'endroit a été redigué et la ville actuelle de Borssele se trouve au même endroit. |
| Nieuwkapelle                                               | Le village était dans l'estuaire du Hinkelinge au sud de Kruiningen, il faisait partie du Middenhinkelingepolder, endigué en 1327. Le village a disparu dans les flots au XIIe siècle. |
| Nieuwerkerk                                                | Village à l'ouest de la Flandre néerlandaise, il était entre Oostburg et Groede dans le chenal Nieuwerkerk. Il existait déjà en 1197. Il a souffert de l'Inondation de la Toussaint en 1570. Il a été délibérément inondé lors de la guerre de Quatre-Vingts Ans et disparut. |
| Nieuwerkerke                                               | village près de Arnemuiden sur Walcheren. |
| Nummer Zes                                                 | Hameau avec une écluse dans les environs de Hoofdplaat. Nummer Zes numéro six a disparu dans l'Escaut occidental en 1808. |
| Onze Lief Vrouw aan Zee                                    | Hameau dans les environs de Renesse, se retrouva coincé entre l'avance de la mer et des dunes. |
| Oostkerke                                                  | Village sur l'ancienne île de Borssele. Il appartenait à la principauté d'Utrecht et disparut lors de l'inondation de 1530. |
| Oostmanskerke (aussi Ozemanskerke)                         | Village au sud-est de Schoondijke en Flandre néerlandaise disparu après 1391. |
| Orisant                                                    | île sur l’Escaut oriental, poldérisée en 1602, perdue en 1639. Le village Orisant était à la pointe sud de l'île sur la rive gauche d'un ruisseau appelé le Vijsse. |
| Oud-Arnemuiden                                             | Un premier village a été détruit par les flots vers 1440, un deuxième village a été détruit en 1642 et le troisième subsiste toujours. |
| Oudeman (aussi Waterland)                                  | Village perdu de Oudemanspolder faisant partie de l'ancienne municipalité de IJzendijke. |
| Oud-Bath                                                   | près de Reimerswaal, disparu en 1552. |
| Oud-Breskens                                               | En 1510 Breskenspolder a été construit. Entre 1515 et 1585 des habitations ont été construites, une église a été dédiée à sainte Barbara. En 1585 le premier Breskens est perdu dans les flots les habitants se réfugient à Groede. En 1610 le village actuel commence à être construit. |
| Oud-Domburg (Vieux-Dombourg)                               | Habitations à l'ouest de l'actuel Dombourg; également appelé Romeins Domburg. Le hameau a été en partie envahi par les dunes et en partie par la mer. |
| Oud-Graauw                                                 | En 1170 le village de Flandre zélandaise était la propriété de l'abbaye Ter Duinen. Il a disparu au XVIe siècle. Un nouveau Graauw a été construit après 1682. |
| Oud-Kortgene                                               | Le village peut être trouvé dans des archives de 1247. Les inondations de 1530 et 1532 ont eu raison de lui. En 1684 la région a été de nouveau endiguée et un nouveau Kortgene a pu revivre. |
| Oud-Othene                                                 | petit village à l’est de Terneuzen. Mentionné en 1160. Le village fut détruit en 1586. |
| Oud-Rilland                                                | L'Abbaye de Nivelles possédait des propriétés sur Rilland jusqu'en 980. Jusqu'au XIIe siècle Rilland était une île, puis rattachée à la berge c'est devenue un poste de douane. En 1530 l'inondation l'a ravagé. Au XVIIe siècle un nouveau Rilland a été construit. |
| Oud-Schoondijke                                            | Localité des Flandres néerlandaises, mentionné en 1246, sous le nom de Sconendica. Entre 1585 et 1587 cet ancien village a disparu sous les flots à cause d'une opération militaire. Ce village était peut-être là où se trouve maintenant Schoondijke, qui a été fondé en 1652 avec un plan géometrique. |
| Oud-Stavenisse                                             | La paroisse a été créée en 1223, l'église était dédicacée à Martin de Tours. En 1304 Stavenisse est noyé. Des digues sont créées mais en 1509 le village est de nouveau perdu. En 1599 un nouveau polder est créé et Stavenisse d'aujourd'hui est dessiné à l'ouest de Tholen. |
| Oud-Westkapelle                                            | Hameaux submergé par rupture de la rive probablement en 1368 et 1377. Son église a été détruite en 1458 parce que la mer approchait trop des fondations. A Westkapelle, en 1514 un autel dédié au dieu Germanique Magusanus et au dieu romain Héraclès. |
| Remboudsdorpe                                              | un des 4 villages noyés de la partie la plus peuplée de l'île Wulpen, noyée en 1345. |
| Risinge                                                    | Hameau sur l’ancienne île Borssele, disparu en 1530 et 1532. |
| Rodee                                                      | Hameau qui était quelques centaines de mètres à l'ouest du môle du port de Zierikzee. Les dernières habitations ont été démolies en 1642, peu après les eaux de l'Escaut occidental envahissaient ce lieu. |
| Runckendorp                                                | pas d’information |
| Ruschevlet (aussi Rusgefleta, Ruschflite)                  | Village disparu au sud-ouest de Schoondijke. Vers 1150, la petite rivière Rusgefleta coulait dans l'ouest de Flandre zélandaise dans la région entre Schoondijk et Oostburg. L'abbaye de Saint- Pierre de Gand a acheté un terrain le long de la Rusgefleta. Il faisait le tour des terres agricoles. |
| Schoneveld (Sconeveld)                                     | Au Moyen Âge plusieurs îles se trouvaient dans l'estuaire de l'Escaut occidental. L'une d'elles était Schoneveld. Quand Gui de Dampierre était comte de Flandre en 1278-1305, il devait y avoir un petit village et même un siège de campagne. L'inondation de la tempête de 1375 a brisé les digues de Schoneveld, il a été inondé et n'est plus mentionné dans les documents par la suite. Le banc de sable qui est maintenant à cet endroit est encore appelée le Schoneveldbank. |
| St. Catharina (aussi St. Cathelijne)                       | Village noyé par l'actuel Oostburg, sur le côté sud de l'eau que nous savons maintenant que le Gat Grote. L'abbaye de Peter de Gand prélevait un impôt jusque là. Lors de l'inondation de la tempête de 1375-1376 le village a été noyé. Des réparations du village et de l'église ont lieu vers 1400. Le village a disparu en 1583. La région où il se trouvait est maintenant connue comme le Cathalijnepolder. En 1962, lors des activités de renforcement des restes de l'église et des maisons ont été trouvés dans le sol. |
| St. Christoffelskapelle                                    | Hameau de Yevenpolder en Flandre néerlandaise, dans les environs de Gaternesse. Le Yevenpolder a été englouti à la fin du XVIe siècle ainsi que celui de St. Christoffelskapelle. |
| St. Janscapelle                                            | village à l’ouest de Sas-de-Gand, disparu en 1488. |
| St. Katherijnekerke                                        | Noyé village et paroisse sur l'ancienne île de Borssele. L'église existait avant 1275. Les inondations suivant les tempêtes de 1530 et 1532 a entraîné la perte de Saint-Katherijnekerke. |
| St. Kruispolder                                            | près de Aardenburg, disparu en 1375/1376. |
| St. Lambert-Wulpen                                         | Village de l'île de Wulpen qui était face à la mer, l'île comptait 4 villages et avait son propre hôpital. En 1292 il a été nommé "Sancte Marie in Wlpis." Wulpen était constamment menacée par les tempêtes et les inondations. En 1516 St. Lambert-Wulpen a été le dernier village de l'île à être dévasté par la mer. |
| St. Nicolaas in Varne (Vaerne ou Langaardenburg)           | Un petit endroit à la frontière avec la Belgique. En 1252 il avait une « banque de bateaux ». Les habitants ont dû croire qu'ils vivaient sur la porte de l'enfer. Leur village se trouvait au sud de IJzendijke in Zeeuws-Vlaanderen. L'endroit était un marais désolé et sauvage, le bout de la terre et le début du monde aquatique. Certains historiens pensent que "Varne" vient de "Avernus", un lac en Italie où la tradition du monde souterrain commence. D'autres pensent que "varne" vient de "varnte", un ancien mot pour "mauvaises herbes". Le village avec ce beau nom disparu en 1377 et ne laissa que son nom dans l'histoire. |
| Slepeldamme                                                | Hameau sur les brise-lames du port de Aardenburg. Là se trouvait une écluse et un embarcadère pour Aardenburg. Par Slepeldamme des bovins et des graines étaient en transit depuis la Hollande] et la Zélande. En 1280 Slepeldamme avait un embarcadère pour Damme. Le petit village a succombé aux inondations de 1583 et 1604 et fut perdu corps et biens. |
| Stuivezand                                                 | Noyé village et paroisse au sud de Baarland. Stuivezand a été endigué entre 1370 et 1375 sous les conseils du comte Guillaume III de Hainaut. Parce que les ravins de l'Escaut occidental (qui était alors encore appelée le Honte ), adossé au Beveland mur, Stuivezand a connu de nombreuses ruptures de digues. En 1525, le Dierik, un ravin entre Stuivezand et la partie continentale de Zuid-Beveland s'est formé. Les habitants de Stuivezand pouvaient désormais aller à pied de Borssele à Baarland, ce qu'ils ont essayé et la plupart ne sont pas revenus. Les inondations de 1532, 1552 et 1570 rongent l'île. Le dernier petit morceau de Stuivezand a définitivement disparu sous les eaux au début du XVIIe siècle. |
| Ter Hamer                                                  | Village entre Biervliet et IJzendijke. La paroisse de Ter Hamer a été mentionné pour la première fois en 1194. De nombreux terrains autour du village était la propriété du comte Baudouin VI de Hainaut. Il aimait beaucoup les régions plus chaudes, a participé à la 4e croisade, il est devenu empereur de Constantinople. A son retour, il a été pris par les Bulgares. Son frère Henri lui succéda. Il a utilisé les habitants de Ter Hamer comme assurance pour ses biens. Les habitants de Ter Hamer devaient garder les propriétés du seigneur Henri. En cas de nécessité, ils ont été obligés en tant que milice de défendre le village. Celui-ci n'a pas pu obtenir sa propre juridiction, sous la forme d'un "bateau-banque". Le village Ter Hamer a disparu lors des tempêtes 1375-1376. |
| Tewijk (aussi Tevewijc, Thevic, Tewic, Tevicambacht)       | Village disparu de l'ancienne île de Borssele, au nord du village de Monster, dans ce qui est Borssele aujourd'hui. Tewijk devint paroisse en 1275. Son église a été consacrée à Johannes de Doper. Vestiges de Tewijk se trouvent à la frontière de Borsselepolder et le Nieuw-Westkraaijertpolder. |
| Triniteit                                                  | Marie d'Artois, la veuve du comte Jean Ier de Namur, a fondé le village de Triniteit au sud de Terneuzen, le 19 septembre 1336. Ils ont promis à Jan van Diest, l'évêque d'Utrecht, que les trois quarts du revenu fiscal du lieu iraient au pasteur, un quart étant destiné à l'installation et à l'entretien d'un hôpital. L'évêque a approuvé. Mais il voulait que l'église soit inaugurée. La noble Maria a ensuite voulu fournir une contribution pour la construction de l'église. Son fils Guillaume avait aussi une demande: il voulait pour lui-même et ses descendants le droit de nommer les pasteurs. L'évêque n'a fait aucune difficulté. Le 21 janvier 1340 un substitut de l'évêque présente à l'église de Maria de Namur son premier pasteur Johannes Boudweijnsz. La nouvelle paroisse a toujours un attrait particulier: celui qui visite l'église, dans la dévotion fait le tour du cimetière et donne quelques aumônes à l'église, peut compter sur le rachat des péchés : une indulgence de 40 jours. Pendant la guerre de Quatre-Vingts Ans Triniteit était une zone de champ de bataille. Le village a été inondé en 1584 et 1585 par une armée. L'église se tenait encore debout. Les catholiques ont ensuite perdu toute leur autorité. Lieven Coenen devient vers 1580 le premier prêtre protestant de Triniteit, |
| Valkenisse                                                 | Au sud-est de Waarde. L'église de Valkenisse a été consacrée en 1233 et appartenait à l'ordre de Oudmunster d'Utrecht. Valkenisse a été englouti en 1682 dans l'Escaut occidental. |
| Vinninge                                                   | Village au sud de Biezelinge dans l'Escaut occidental sur l'ancienne île Baarland. Son église était dédiée à sainte Marie. Vinkenisse était connu à Rome, puisqu'en 1216 il était mentionné dans un document papal. Vinninge a probablement disparu dans l'inondation de 1530. |
| Vulendike (aussi Volendike)                                | proche de Schoondijke, pas d’information précise. |
| Waterdunen                                                 | Une mystérieuse petite ville. C'était probablement une île dans l'estuaire de l'Escaut occidental entre Wulpen et Koezand, sur la côte de la Flandre néerlandaise d'aujourd'hui. Des livres de compte indiquent que c'était une ville importante. Waterdunen payait plus d'impôts que Ysendyck et Biervliet. Selon les archives Waterdunen a été avalé par la mer en 1357. Après la construction de nouvelles digues une nouvelle paroisse a été fondée sur l'île. Mais ce second Waterdunen a disparu dans les eaux à la fin du XVe siècle. |
| Weldamme                                                   | petit village près de Zierikzee, disparu après 1600 dans l’Escaut oriental. |
| Westende                                                   | un des 4 villages perdus sur l’île de Wulpen, perdu vers 1570. |
| Westkerke (1) (aussi Raaskerke)                            | Village dans l'ancienne île de Borssele. Westkerke a été englouti en 1530. |
| Westkerke (2)                                              | Village perdu à l'ouest de Oud-Sabbinge, dans l'ancienne île de Wolphaartsdijk. Westkerke a été noyé le 16 novembre 1377. L'endroit a été de nouveau endigué en 1665 pour disparaître ensuite. Des restes archéologiques ont été retrouvées en 1975. |
| Wiksdorp                                                   | Ancien village au nord Baarsdorp dans le Poel. |
| Wolfertsdorp                                               | Village sur l'ancienne île de Borssele. La première mention date de 1353. Il était au sud-est de Monster, la ville actuelle de Borssele. Peu après l'inondation de la Saint-Félix en 1530 Wolfertsdorp était décrit comme "entièrement balayé [par la mer]". |

### Localités perdues dans leNoord-Beveland
| Nom                                                    | Description |
| ------------------------------------------------------ | --- |
| Campen                                                 | Village détruit dans l'inondation de la Saint-Félix en 1530. Après la construction de digues du Noord-Beveland la ville de Kamperland se tient sur l'ancien emplacement de la cité perdue.                                                         |
| Dyxhoecke                                              | On sait que le village existait en 1329, il fut détruit en 1530. Des vestiges du village se trouvent dans les environs de Wissenkerke. |
| Edekinge (aussi Ekingen)                               | Village détruit en 1530. (Peut-être le même qu'Oud-Hamerstee) |
| Emelisse                                               | Village détruit en 1530 et 1532. |
| Nyenvlet                                               | Hameau au nord de Wissenkerke, détruit en 1530. |
| Offlet                                                 | Village noyé, peut-être le même que Grutersdijc, la position n'est pas connue avec précision. |
| Oostkerke                                              | À peu près là où se trouve Wolphaartsdijk, noyé en 1334. |
| Oud-Geersdijk                                          | Village détruit en 1530 et 1532. Un nouveau Geersdijk s'est construit dans le Noord-Beveland en 1598. |
| Oud-Hamerstee (son blason se retrouve à Smallegange)   | Village noyé, au nord de Kats. Son église était restée debout mais sombra en 1304 dans l'Escaut oriental. Des vestiges sont trouvés à Kats. |
| Oud-Kats                                               | Subburchdijk est l'ancien nom de Kats. En 1530 le village a été noyé, puis reconstruit un peu plus au nord. Des vestiges de l'ancien village sont régulièrement retrouvés.                                                                         |
| Oud-Wissenkerke (I)                                    | Wissenkerke était une ville importante puisqu'elle avait deux curés en 1242. Où se trouve le premier Wissenkerke n'est pas connu avec certitude. Après l'inondation de 1352 le village a été reconstruit au nord du Geersdijkpolder d'aujourd'hui. |
| Oud-Wissenkerke (II)                                   | Le second Wissenkerke a été détruit en 1530. La tour est restée debout longtemps et on l'appelait la Plompe Toren ou Kamperlandse Toren. Le Torenpolder a été nommé en souvenir. En 1755 les ruines ont été retirées.                              |
| Soetelingkercke (aussi Soelekerke, Zoelenkerke, Soeke) | Village perdu au sud du Noord-Beveland, noyé en 1530 et 1532. Après la construction de digues la ville s'est jointe à Wissenkerke. |
| Vlete (aussi Nyenvlet)                                 | village de pêcheurs perdu en 1530. |
| Weele                                                  | Village noyé au nord de Wissenkerke détruit en 1530, après quelques reconstructions les habitants se sont joints à Wissenkerke au nord de Torenpolder.                                                                                             |
| Welle                                                  | Village perdu dans l'inondation de la Saint-Félix en 1530. Après la reconstruction de digues en 1598, la ville s'est jointe à Colijnsplaat. |

### Localités perdues dans leZuid-Beveland
| Nom              | Description |
| ---------------- | --- |
| Coudorpe         | Un petit village, au sud-ouest de Driewegen, il a été détruit par les flots, en 1572 les pierres restantes ont été utilisées pour consolider la Westerscheldedijk du Zuid-Beveland.                                                |
| Hongersdijk 1    | Village noyé à l'ouest de Wilhelminadorp, détruit en 1334. |
| Hongersdijk 2    | En 1429 un nouveau Hongersdijk a été créé, il a été détruit en 1551. En 1857 sur l'emplacement du second Hongersdijk des pierres tombales et des restes du village ont été trouvés. Cet endroit est un peu au nord de Hongersdijk. |
| Nieuw-Everinge   | Vers 1500 les habitants de Oud-Everinge ont créé un nouveau village en Beveland-du-Sud, mais il est détruit en 1530 en partie et totalement vers 1600 dans l'Escaut occidental.                                                    |
| Oostende         | Village noyé au nord-est de Hoedekenskerke côte sud est du Beveland-du-Sud. Au XVe siècle il luttait contre l'avancée du Honte. En 1520/1521 il fut abandonné.                                                                     |
| Oud-Everinge     | Village perdu à l'ouest de Ellewoutsdijk, détruit entre 1450 et 1500 dans l'Escaut occidental. |
| Oud-Krabbendijke | Petit village détruit en 1530. |
| St. Trooye       | Hameau détruit. |
| Vinkenisse       | Ancien village, détruit le 1er novembre 1530 dans l'Escaut occidental au sud de Zimmermanpolder près de Waarde. |

### Localités perdues dans lePays inondé de Saeftinghe
| Nom        | Description |
| ---------- | --- |
| Auwersluis | Hameau dans le manoir de Saeftinghe. |
| Casuele    | Ancien village. Les habitants ont trop récupéré la tourbe qui servait de fuel.                                                               |
| Namen      | perdu en 1715. |
| Saeftinghe | Ville partiellement perdue en 1214, devenue ensuite un village. Le château a été détruit par des habitants d'Anvers au début du XVIe siècle. |
| Stampaert  | Village. |
| Ter Hoole  | Hameau perdu. |

### Localités perdues dansSchouwen
| Nom                                           | Description |
| --------------------------------------------- | --- |
| Bommenede                                     | Au nord de Schouwen-Duiveland. Le village a survécu aux inondations de 1530 et 1532 au feu de 1540. En 1575 les Espagnols l'ont mis en pièces, il ne sera jamais reconstruit; le Grevelingen a fait le reste au XVIIe siècle, les derniers habitants ont quitté en 1684. |
| Brieskerke (aussi Breiskerke ou Brisselkerc)  | Village du sud de Schouwen. En 1542 Brieskerke était du côté mer de la digue et disparut dans l'Escaut oriental. |
| Claeskerke (aussi Clauskinderen et Oostkerke) | Village de l'ancien sud de Schouwen, entre Westenschouwen et Coudekerke. On peut seulement apercevoir le clocher de l'église dans l'Oosterscheldedijk. Le village a disparu en 1511 dans l'Escaut oriental. |
| Coudekerk                                     | Village du sud de Schouwen. C'est un des seuls villages encore visibles dans le paysage de la Zélande. Il reste le clocher de l'église dont les fondations de celle-ci dans l'Oosterscheldedijk. En 1475, la mer était encore à 3 km du village, mais en 1583, l'Escaut oriental a fait une telle avancée qu'il a détruit l'église. Le clocher encore debout, connu comme Plompe Toren (nl) est un point de repère pour la pêche mais surtout un symbole des villages disparus face à l'incessant travail de la mer. Elle est accessible aux visiteurs avec une installation sur la légende de la disparition du village, sur les inondations et sur la faune et la flore de la Zélande. |
| 's Heer Arendshaven                           | Petit hameau et petit port de pêche au sud de Schouwen-Duiveland, aux environs de Coudekerk dans ce qui était le sud fertile et qui est maintenant noyé. |
| Herkesteyn                                    | Noyé et/ou brûlé avec son château. |
| Klaaskinderkerke (aussi Claeskinderkerke)     | Village perdu et noyé de Schouwen-Duiveland, mentionné dans des archives de 1286, dévasté dans l'inondation de la Toussaint en 1570, les habitants ne revinrent jamais. En 1959 des archéologues ont retrouvé des restes de l'église. |
| Lookshaven (aussi Laoxhaven)                  | Village perdu de la côte sud de Schouwen. Entre 1500 et 1550 il est resté du côté mer de la digue et a disparu dans l'Escaut occidental. |
| Oud-Westenschouwen                            | Ce village s'appelait Paalvoetseinde. C'était une crique dans les dunes de Schouwen, mais celles-ci ont été endommagées et Oud-Westenschouwen a sombré sous les eaux à la fin du XVe siècle. |
| Rengerskerke                                  | Village du sud de Schouwen. Un monastère a été fondé en 1479, sous le nom de congrégation de Sion. Peu après l'Escaut occidental envahissait l'endroit, en 1486 les moines ont déménagé. En 1662 le village avait totalement disparu. |
| Simonskerke                                   | Village au sud de Schouwen, perdu avant 1500. |
| St. Jacobskerke                               | Village du sud de Schouwen, perdu dans l'Escaut oriental avant 1500. |
| Welland                                       | Habitations et château de Noordwelle sur Schouwen-Duiveland, disparus sous l'inondation de la Sainte-Élisabeth en 1421 et en 1424. |
| Westkerke (3)                                 | Village disparu du sud de Schouwen, au sud de Coudekerke, donc au sud de la ville d'aujourd'hui de Plompe Toren qui se tient sur l'Oosterscheldedijk. |
| Zuidkerke                                     | Village fondé vers 1250, le plus important du Zuidland, la région de la corne sud de Schouwen à la fin du Moyen Âge a sombré sous les attaques de l'Escaut occidental. |

### Localités perdues dans le Pays inondé deReimerswaal
| Nom                                               | Description |
| ------------------------------------------------- | --- |
| Agger                                             | Village perdu en 1551. |
| Assemansbroek                                     | Le village existait au XIIIe siècle. Il était à l'opposé de Berg-op-Zoom sur la rive ouest de l'Escaut. Il fut perdu en 1530. |
| Broecke                                           | Village à l'est de Reimerswaal, perdu en 1530-1532. |
| Couveringe                                        | Village. |
| Duvenee                                           | Village à l'ouest de Reimerswaal, perdu en 1530 - 1532. |
| Kapeldorp                                         | Village perdu dans l'inondation de la Saint-Félix en 1530 et 1532. |
| Kouwerve                                          | À l'est de Yerseke. Le mot "werve" veut dire "artificiellement élevé". Cela ne fut pas suffisant pour sauver le village en 1530 et 1532. |
| Kreke                                             | Village à l'ouest de Berg-op-Zoom sur la rive gauche de l'Escaut. Kreke a été perdu après l'inondation de la Saint-Félix en 1530 et 1532. |
| Lodijke                                           | Village avec château. Il fut perdu pendant les inondations de la Saint-Félix en 1530 et 1532, par mauvaise gestion. Kervinck van Reimerswaal le seigneur de Lodijke désirait ardemment un port. Il fit creuser un chenal, celui-ci emporta le village et le château. Cet endroit est maintenant appelé le Gat van Lodijke. Des plongeurs ont trouvé des restes du château.                   |
| Looketers                                         | Hameau près de village de Steelvlet, perdu en 1530 et 1532. |
| Miehole                                           | Hameau perdu. |
| Nieuwkerke                                        | Ville mentionnée comme paroisse en 1240, détruite en 1530. La tour marqua longtemps le paysage comme un signe du terrain noyé. |
| Nieuwlande                                        | À 500 m des digues actuelles du Zuid-Beveland. Le village est mentionné dans des archives en latin en 1242 comme as Terra Nova. Il disparut dans les inondations de la Saint-Félix en 1530 et 1532. Les habitants devaient être très pieux, de nombreux objets d'invocation ont été trouvés. Ils sont maintenant dans le Musée Boijmans Van Beuningen. Cet endroit est interdit à la visite. |
| Ouderdinge                                        | Au nord-est de Rilland, perdu en 1530. |
| Poppendijke                                       | Hameau perdu. |
| Reimerswaal                                       | L'ancienne Reimerswaal était la troisième ville de Zélande. Elle fut inondée en 1530 et disparut définitivement en 1634. La municipalité Reimerswaal (commune) a repris ce nom récemment. |
| Schoudee                                          | Village à l'ouest de Reimerswaal, perdu en 1530-1532. |
| St. Jooskapel                                     | Hameau, détruit en 1530. |
| Steelvlet                                         | Hameau détruit en 1530 et 1532. |
| Tolsende (aussi Tolseynde, Totelsende, Tholsende) | Tolsende est mentionné en 1275 à l'est de Yerseke, des tempêtes se produisaient souvent, le village fut emporté en 1530 et 1532. En 1656 et 1669 de petits terrains ont été endigués et ont rejoint les villages de Kruiningen et de Yerseke. Le nom survit toujours en tant que Olzendepolder au sud de Yerseke.                                                                            |
| Yersekeroord                                      | Habitations de Reimerswaal, situées entre l'Escaut, qui coulait encore vers l'Escaut occidental. Une ancienne carte indique une maison forte; disparu en 1530 et 1532. |
| Zwartewale (also Swartewaal, Swartewiel)          | Hameau de Reimerswaal, entre Duvenee et Nieuwkerke, perdu pendant les inondations de la Saint-Félix en 1530 et en 1532. |

### Localités perdues dans leBraakman
| Nom                                                    | Description |
| ------------------------------------------------------ | --- |
| Hughersluis                                            | Petite ville perdue vers 1500. |
| Hertinge                                               | Village qui comptait 33 habitations en 1469 a disparu en 1488. |
| Koudekerke                                             | Village perdu. |
| Moerkerke                                              | Village au sud de Biervliet perdu en 1488. |
| Niekerke (aussi Nieuw-Moerkerke or Nieuwerkerke)       | Son église était entre Mauritsfort et Sluiskil. En 1393 une inondation le détruit, après 1404 le nom n'est plus mentionné. |
| Oud-IJzendijke                                         | Le nom apparait dans des archives de 1046, la ville a obtenu ses droits en 1127. La première Ysendyck a été noyée en 1404. En 1587 les Espagnols ont reconstruit 4 bastions 2 km au sud de l'ancien Ysendyck; ce fut le début de la localité d'aujourd'hui. |
| Pakinge (aussi St. Laurenskerke)                       | Village perdu en 1214. |
| Peerboom                                               | Au sud de Sluiskil, détruit en 1493. |
| St. Laurenskerke                                       | Village perdu. |
| Stardijk                                               | Hameau perdu vers 1300. |
| Steelant                                               | Village au sud de Terneuzen, perdu au XIVe siècle. |
| Ter Piet                                               | Hameau ou village au nord de Biervliet, perdu 8 octobre 1375 dans le Braakman, qui était alors appelé le Zuudzee. |
| Vremdijke (aussi Vroondijk, Vremdic, Frondic, Vrandic) | perdu les 25 et 26 novembre 1601. |
| Wevelswale                                             | Village côtier de l'Escaut occidental au nord de Hoek, perdu en 1375 et 1376 dans le Braakman. |
| Willemskerke                                           | Village perdu. |

### Zélandeet l'ouest duBrabant: cas douteux
| Nom        | Description |
| ---------- | --- |
| Axel       | Noyé en 1606 et 1808, mais reconstruit au même endroit. |
| Herkesteyn | Noyé et/ou incendié avec son château à Schouwen-Duiveland. |
| Pelkem     | Une paroisse d'Ysendyck, pas clairement identifiée. (Archives de Saint Janshospitaal à Bruges).                                                                                                 |
| Scaltheim  | Habitations mystérieuses à partir du IXe siècle, sur la côte de Schouwen, perdues quand la mer a avancé.                                                                                        |
| Sypenesse  | Supposé être un manoir noyé près de Tholen. Le blason de Sypenesse se retrouve sur celui de Smallegange.                                                                                        |
| Tubendic   | Mentionné en 1025, quand l'Abbaye Saint-Pierre de Gand a obtenu le hameau de Tubendic à l'ouest de Oostburg. Tubendic est le nom de la plus vieille digue à l'ouest de la Flandre néerlandaise. |

### Zélandeet l'ouestBrabant: îles noyées dans la région du Delta du Rhin et de la Meuse
| Nom        | Description                                                        |
| ---------- | ------------------------------------------------------------------ |
| Waterdunen | Inondé en 1130, 1357 puis détruit.                                 |
| Wulpen     | Noyé en 1570                                                       |
| Koezand    | Noyé en 1570                                                       |
| Cadesant   | Noyé en 1570                                                       |
| Schoneveld | Noyé en 1375, un bras de l'Escaut porte toujours le nom du village |
| Stuivezant | Noyé en 1570                                                       |
| Orisant    | Noyé en 1639                                                       |

### 11 villages à l'ouest deGrote Hollandse Waard, à l'est de laStriene
| Nome                                                  | Description |
| ----------------------------------------------------- | --- |
| Strienemonde                                          | Cette habitation à côté de la Striene servait à récolter une taxe pour le Comte de Hollande. |
| Oud-Strijen                                           | Un village que l'on pense être près de Zwanegat. Il fut noyé lors de l'Inondation de la Sainte-Agathe en 1288 et s'est déplacé vers Strijen et vers Oosterhout. |
| Niervaart (maintenant Groote Ketel)                   | Le village de Niervaart se situait entre Klundert et Zevenbergen Une ferme appelée Groote Ketel se trouve là. |
| Overdrage                                             | Le village Overdrage était à l'est de Klundert. Ce n'est pas le même que Niervaart. |
| Zonzeel                                               | Village noyé au sud-est de Langeweg, fut emporté lors de l'Inondation de la Sainte-Élisabeth en 1421, seule une chapelle fut épargnée. Le nom Zonzeel se retrouve dans Zonzeelse Polder et dans la vie de tous les jours aux Pays-Bas lors des embouteillages : faire le point Zonzeel. |
| Nieuwenbosch                                          | Village perdu au nord de Oudenbosch. |
| Nieuw-Gastel                                          | Village perdu, dont on sait peu de chose. |
| Valkenburg                                            | Village perdu au sud de Willemstad (dans les environs de Helwijk) |
| Koeveringe                                            | Au sud-ouest de Steenbergen, dans la région maintenant nommée De Kladde. |
| Polre aussi Heer Boudewijns Polder ou Nieuw Schakerlo | Au sud du pont actuel qui relie l'ouest du Brabant et Tholen. |
| Friezenmoerdijk                                       | Habitation dans le domaine de Friezenmoerdijk, dans la région de Oud-Vossemeer et de Nieuw-Vossemeer |

### Quatre ou cinq villages noyés à l'est de l'Escaut
| Nom             | Description |
| --------------- | --- |
| Vijfhuizen      | Un hameau sur le port de Berg-op-Zoom |
| Hildernisse     | À l'ouest de Berg-op-Zoom, près de la tour se trouve le village noyé de Hildernisse.                                                                                                  |
| Kloosteroord    | localisation inconnue |
| Oud-Ossendrecht | Le village noyé de Oud-Ossendrecht s'appelle maintenant De Aanwas. |
| Oud Berendrecht | À la frontière du Brabant-Septentrional et de la Belgique se trouve le village perdu de Berendrecht. Il a été par la suite déplacé vers la ville actuelle de Berendrecht en Belgique. |

## Localités perdues duGrote Hollandse Waard

### Neuf villages au sud de laMeuse, dans leBrabantetHollande-Méridionale, d'ouest en est
| Nom           | Description |
| ------------- | --- |
| Weede         | Village noyé en 1421. Les habitants ont fui vers Cillaarshoek, au nord de Strijen et Hoekse Waard. Leurs descendants vivent toujours là.                                  |
| Wieldrecht    | Village noyé en 1421. |
| Twintighoeven | Village noyé en 1421. |
| Dubbelmonde   | Village noyé en 1421. |
| Almonde       | Village noyé en 1421. |
| Drimmelen     | Village noyé en 1421, reconstruit connu comme le deuxième Drimmelen, puis abandonné peu à peu connu comme Oud-Drimmelen. Le troisième Drimmelen est le port de plaisance. |
| Standhazen    | Village noyé en 1421 entre Drimmelen et Mont-Sainte-Gertrude. |
| Broek         | Village perdu au sud de Grote Hollandse Waard, à peu près là où se trouvent les ponts de Moerdijk.                                                                        |
| Achthoeven    | Village noyé en 1421. |

### 16 villages perdus au nord de laMeuse
| Nom              | Description       |
| ---------------- | ----------------- |
| Alloysen         | pas d'information |
| Almstein         | pas d'information |
| Almsvoet         | pas d'information |
| Annekerke        | pas d'information |
| Eemskerk         | pas d'information |
| Eemstein         | pas d'information |
| De Mijl          | pas d'information |
| Gregenmonde      | pas d'information |
| Heer Aartswaard  | Aartswaarde (nl)  |
| Hardeverd        | pas d'information |
| Houwningen       | pas d'information |
| Kraayenstein     | pas d'information |
| Kruiskerke       | pas d'information |
| Tiesselingskerke | pas d'information |
| Werken           | pas d'information |
| Wolfbrantskerke  | pas d'information |

## Localités perdues deHoeksche Waard
| Nom      | Description |
| -------- | --- |
| Schuring | Avec le hameau Kapelle près de Zierikzee, le hameau Schuring près de Numansdorp dans le Hoekse Waard partage les honneurs d'être le dernier hameau perdu du Delta du Rhin lors de l'inondation causée par la mer du Nord en 1953. Il n'a jamais été reconstruit. |

## Localités perdues dans leHaarlemmermeeret autres grands lacs
| Nom        | Description |
| ---------- | --- |
| Beinsdorp  | Abandonné quand le Haarlemmermeer s'est étendu. Un nouveau village dans le polder Haarlemmermeer a été baptisé du même nom en mémoire. |
| Rijk       | Abandonné quand le Haarlemmermeer s'est étendu.                                                                                        |
| Vennep     | Abandonné quand le Haarlemmermeer s'est étendu. Nieuw Vennep dans le polder Haarlemmermeer a été nommé en mémoire.                     |
| Vijfhuizen | Abandonné quand le Haarlemmermeer s'est étendu. Un nouveau village dans le polder Haarlemmermeer a été nommé en mémoire.               |

## Localités perdues dansWieringen, décrites dans laliste deFulga
| Nom                                                     | Description |
| ------------------------------------------------------- | --- |
| Fermes et bois du Wieringen près de la rivière Marsdiep | Nombreux villages dont le nom est inconnu ont été engloutis dans la Mer de Wadden au début du Moyen Âge dans des inondations qui formeront le Zuiderzee. Wieringen et Texel étaient beaucoup plus vastes que les îles d'aujourd'hui. Le Marsdiep était un fleuve. |
| Wictulfingafurt                                         | Lieu perdu dans Wieringen. |
| Brochenlar                                              | Lieu perdu dans Wieringen. |
| et autres nom inconnus                                  | La liste de Fulda de 948 indique une église St. Martin qui ne fait pas partie des endroits connus de Wieringen. |

## Autres localités perdues dans leZuiderzee
| Nom                   | Description |
| --------------------- | --- |
| Emmeloord             | Un village au nord de Schokland, anciennement Emelwerth, Abandonné au XIXe siècle à cause 'attaques continuelles de la mer. La ville moderne Emmeloord a été baptisé en mémoire. |
| Gonsende ou Gawijzend | Un village au sud du Wieringermeerpolder, perdu vers 1350. Quelques restes ont été trouvés.                                                                                      |
| Middelbuurt           | Un hameau sur Schokland. Abandonné au XIXe siècle à cause d'attaques incessantes de la mer.                                                                                      |
| Molenbuurt            | Un hameau sur Schokland. Abandonné au XIXe siècle à cause d'attaques incessantes de la mer.                                                                                      |

## Localités perdues dans laFriseet laprovince de Groningue
| Nom        | Description |
| ---------- | --- |
| Reiderland | Partiellement en Allemagne. Une surface englobant 33 villages et la ville de Torum, inondé quand le Dollard s'est formé en 1277. Quelques villages ont probablement résisté quelque temps. Avant l'inondation la rivière Ems formait une boucle au nord du village de Nes, qui a survécu en devenant une île qui est maintenant sur les rives de l'Ems. Quelques terrains ont été poldérisés depuis. |